# Christoph Sigwart

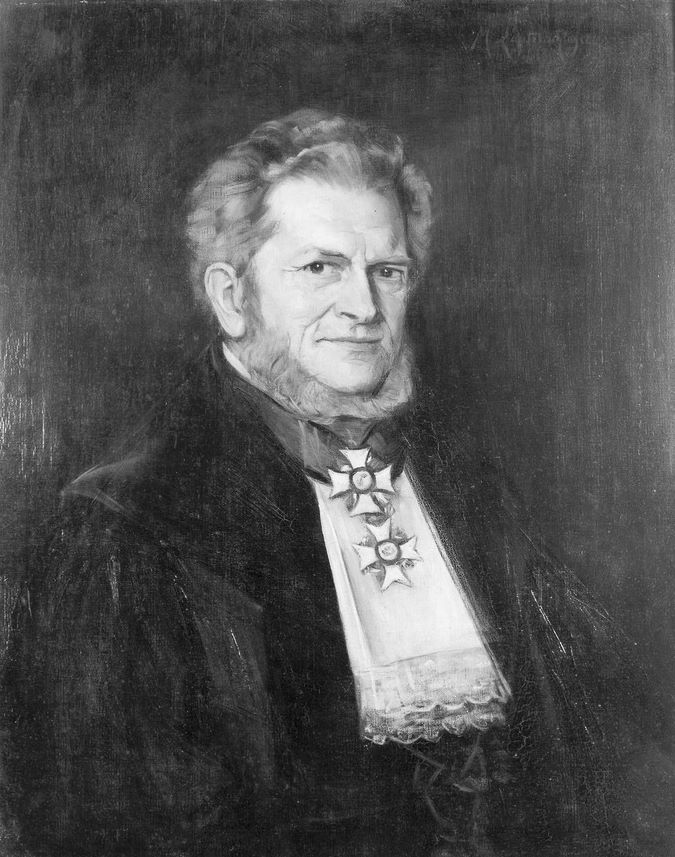
Christoph Sigwart

Christoph Sigwart (28 de marzo de 1830- 4 de agosto de 1904), fue un filósofo alemán, exponente del psicologismo, y un clásico o precursor de la lógica de las normas o ciencia normativa. En la actualidad es poco recordado.
Estudió teología y filosofía en Tubinga, su ciudad natal, y luego fue profesor de filosofía en el mismo lugar. Influyó en Scheler y en Heidegger. Es autor de Lógica (1873-1878) y de Cuestiones previas de la ética (1886). Su padre fue el profesor de filosofía alemán Heinrich Christoph Wilhelm von Sigwart. Un frecuente crítico del psicologismo de Sigwart fue Charles S. Peirce en sus últimos escritos.

## Lógica
Sostuvo una tesis subjetivista lógica o psicologista de la verdad lógica, que consistiría en última instancia en un sentimiento de gratificación lógica. Es decir, sostiene que para decidir si una consecuencia dada es lógica, o no, debemos confiar siempre en este sentimiento (del que define sus características) o conclusión psicológica, porque ese sentimiento es un signo de algo diferente de sí mismo, a saber, esa verdad.
Un de sus frases célebres fue: "en el mundo de las posibilidades todo es posible, pero seamos objetivos".